# Théâtre Rialto (Montréal)
Le théâtre Rialto est une salle de spectacles de Montréal. Inauguré en 1924, il a été désigné lieu historique national du Canada en 1993, notamment en raison de la qualité de sa décoration intérieure, due à Emmanuel Briffa. Il est également reconnu comme monument historique par la Ville de Montréal (1988) et par le gouvernement du Québec (1990).

## Localisation
Le Rialto est situé sur l'avenue du Parc, dans le quartier du Mile End de l'arrondissement du Plateau-Mont-Royal. 

## Histoire
Construit en 1923-1924 est conçu par l'architecte Raoul Gariépy (1880-1938), pour la société Lawand Amusement.  Sa grande salle offre 770 places au parterre et 600 au balcon. Sa façade ornementée s'inspire de celle de l'Opéra Garnier et du Orpheum Theatre de Kansas City. Propriété de Lawand de 1923 à 1930, il fait toutefois partie de la chaîne de distribution cinématographique United Amusement, qui l'acquiert en 1930. 
Le bâtiment comprend aussi des commerces au rez-de-chaussée, une salle de bal, un jardin sur le toit et une salle de quilles au sous-sol. Outre les projections de cinéma, le Rialto proposait des spectacles musicaux et des pièces de théâtre. La troupe de danse La La La Human Steps y a eu des locaux de répétition.
Dans les années 1990, le Rialto a été vendu à un entrepreneur qui a abandonné la vocation culturelle de l'édifice pour y développer des activités commerciales, ce qui suscité beaucoup d'opposition dans la population du quartier. 
Depuis 2010, un nouveau propriétaire cherche à rendre au Rialto sa vocation d'origine en préservant son patrimoine.  Le Rialto est restauré en 2012. Le même année, il achète l'édifice de la Banque-Canadienne-Impériale-de-Commerce dans le Vieux-Montréal comme lieu d'événement, appelé le Théâtre St-James.

## Description

### Extérieur
La façade du Rialto, de style Beaux-Arts, s'inspire fortement de celle de l'Opéra de Paris. 

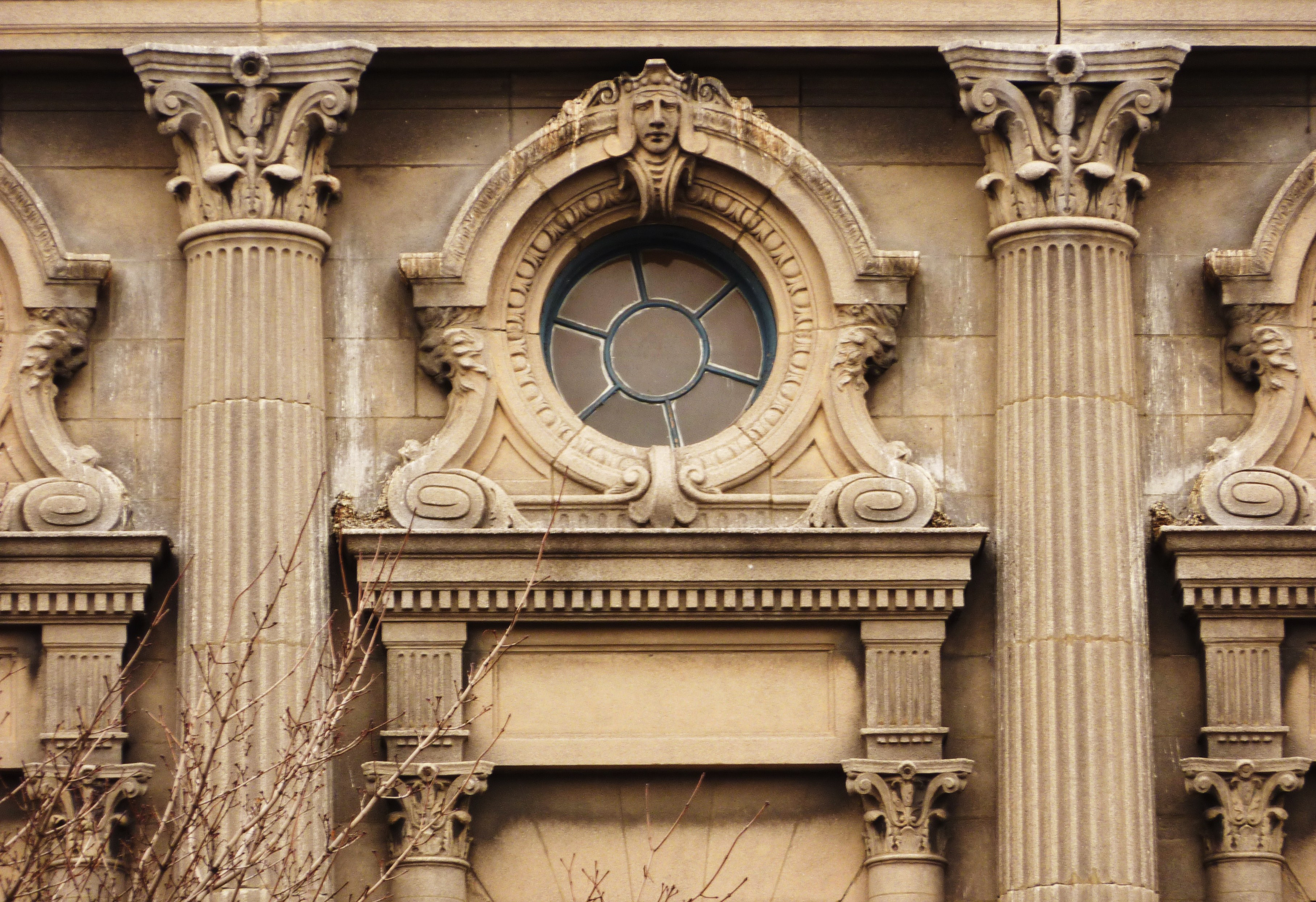
Détail architectural
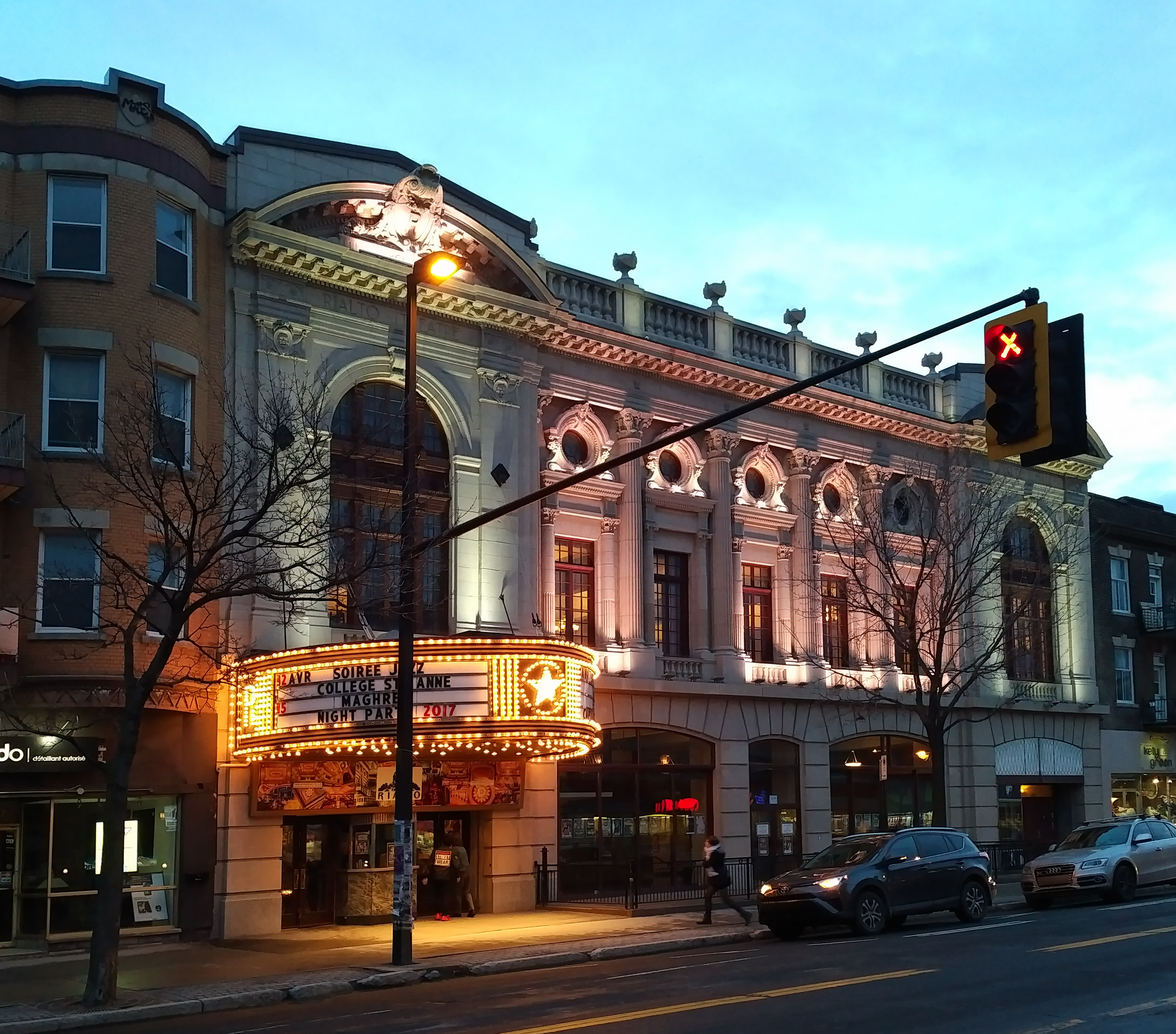
Façade de style beaux-arts
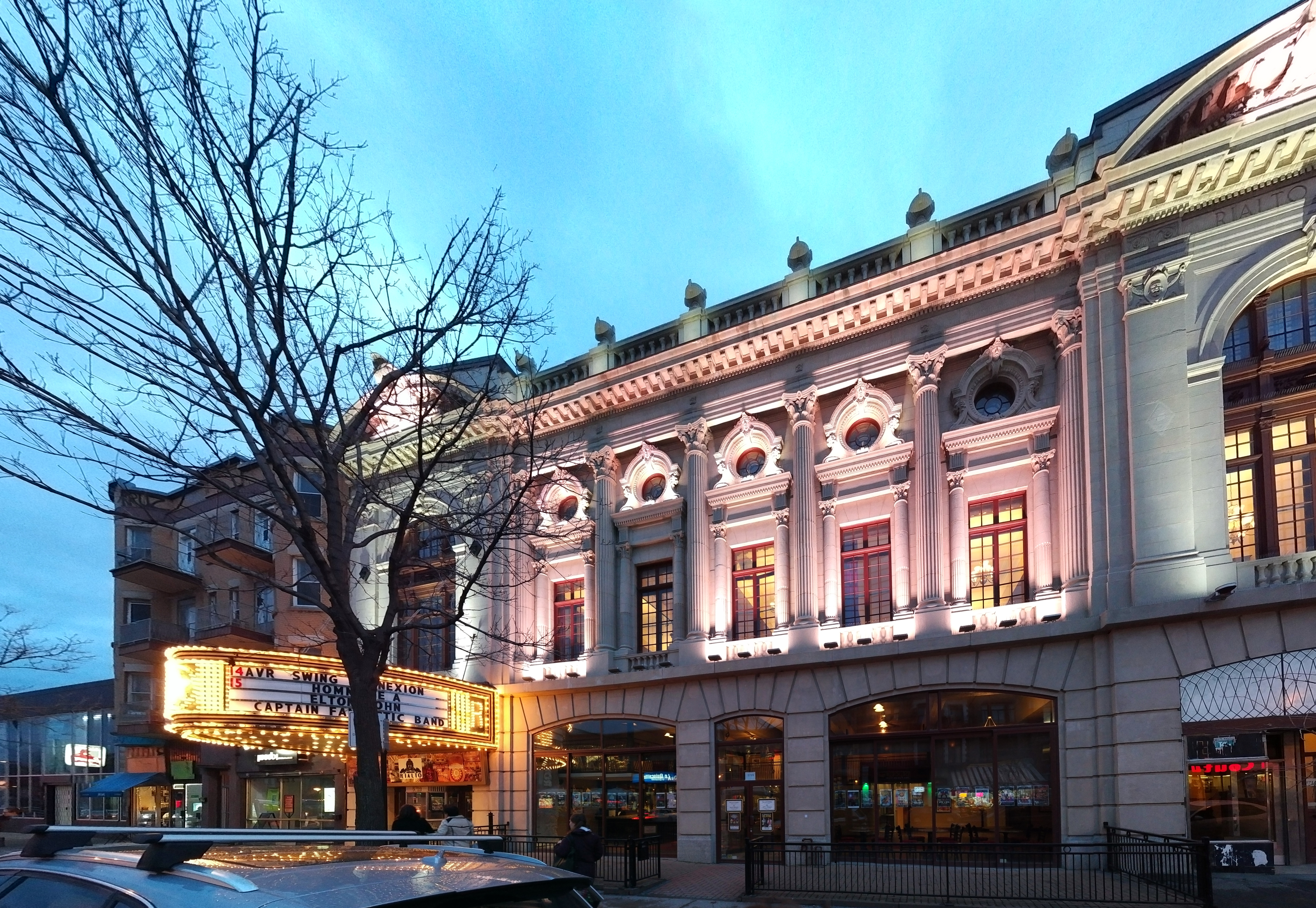
Façade de style beaux-arts

### Intérieur
L'intérieur, de style néo-baroque, présente une riche décoration: tentures, marbres, boiseries, médaillons peints, etc.

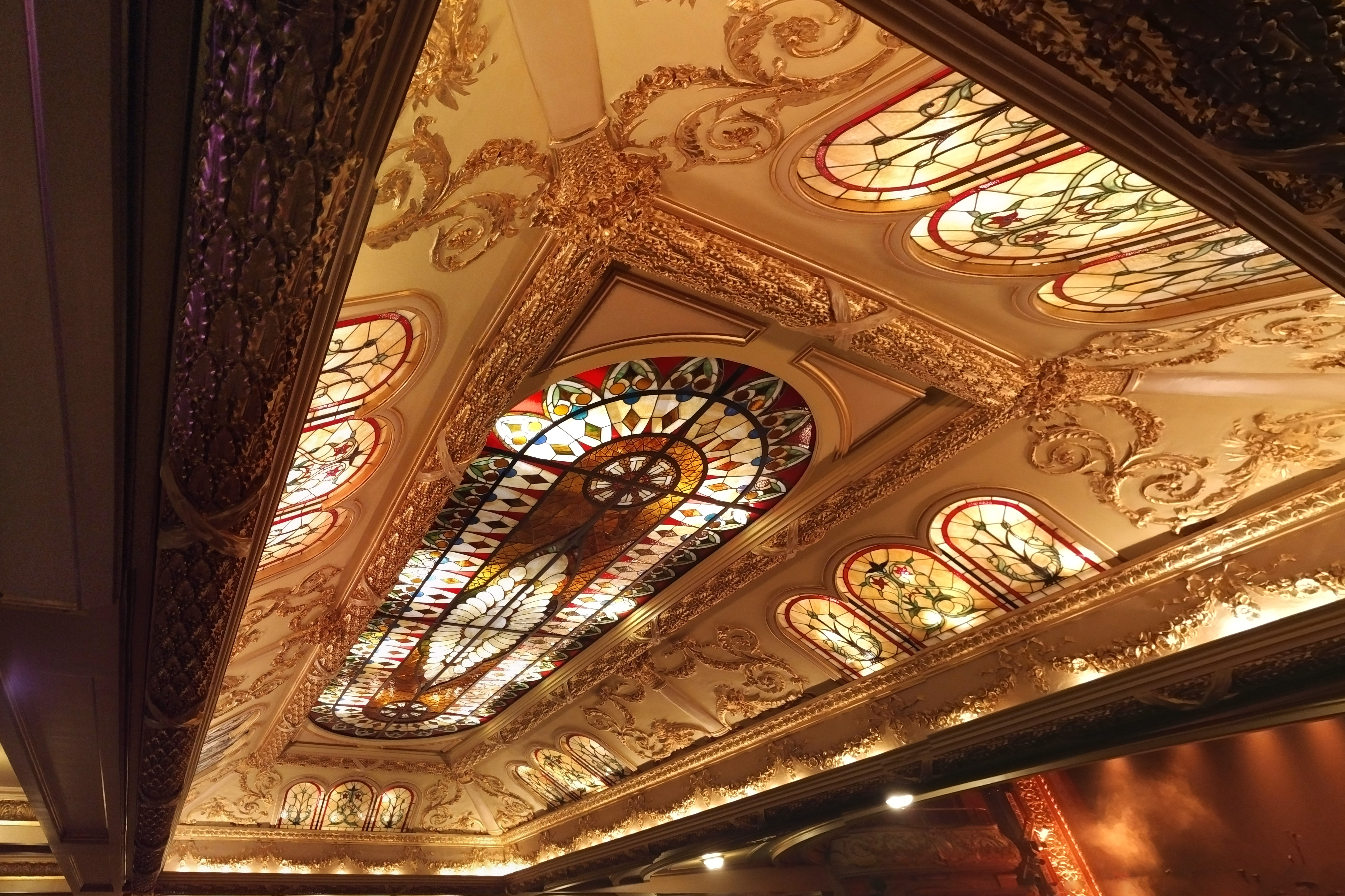
Plafond de vitrail au rez-de-chaussée
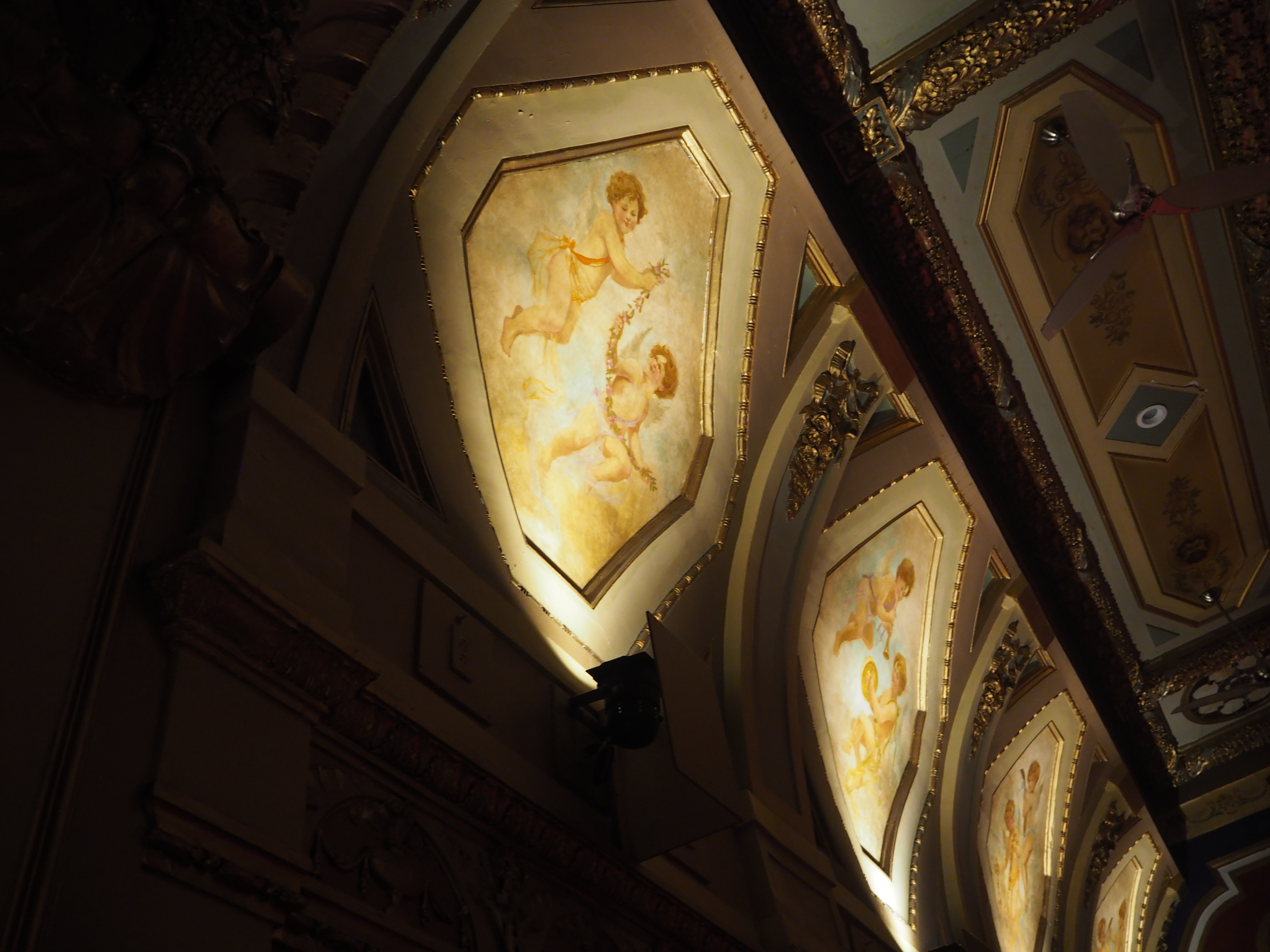
détail du décor au balcon
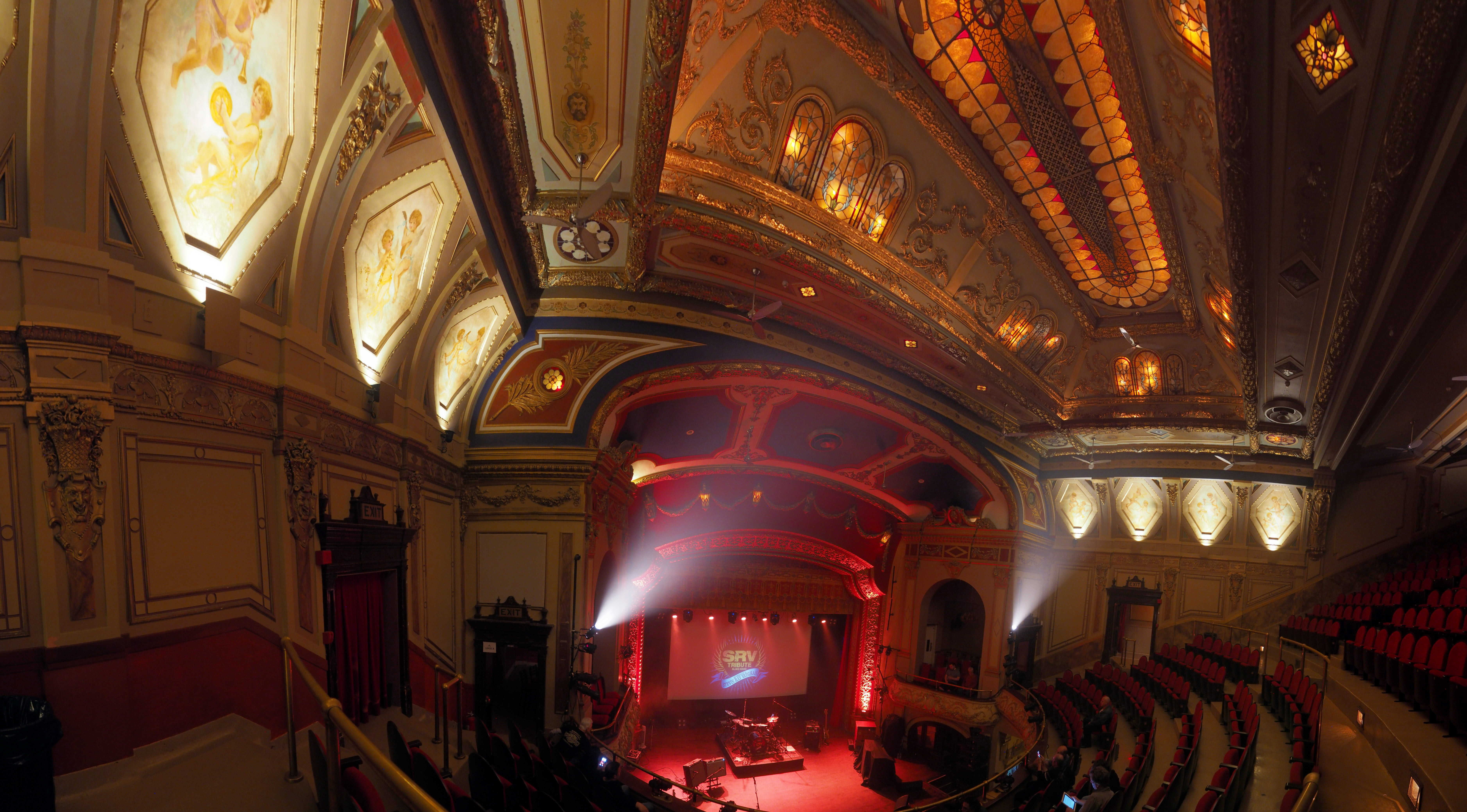
Théâtre Rialto vue sur la scène à partir du balcon
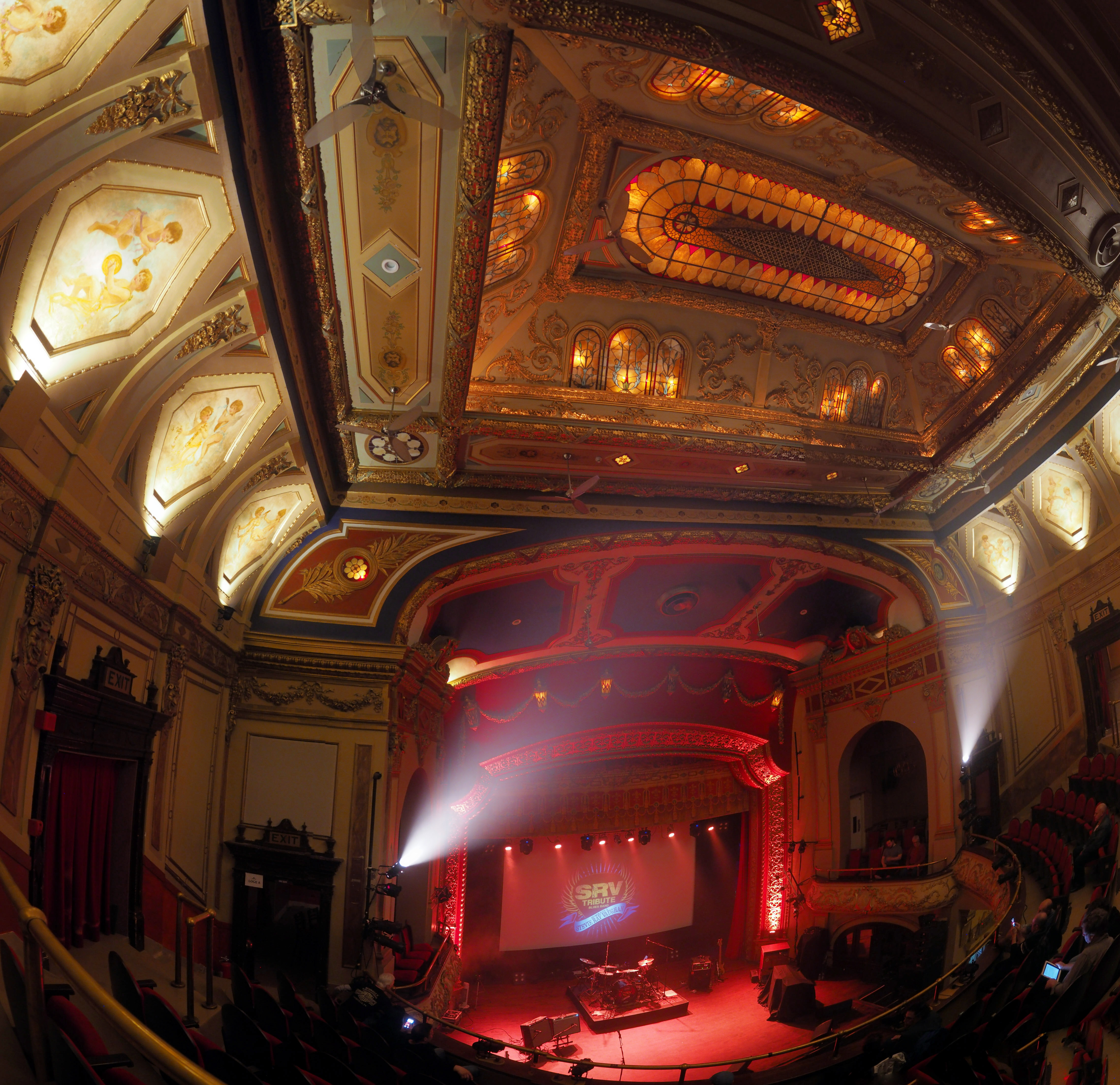
Théâtre Rialto vue du  balcon sur la scène, le plafond et son vitrail
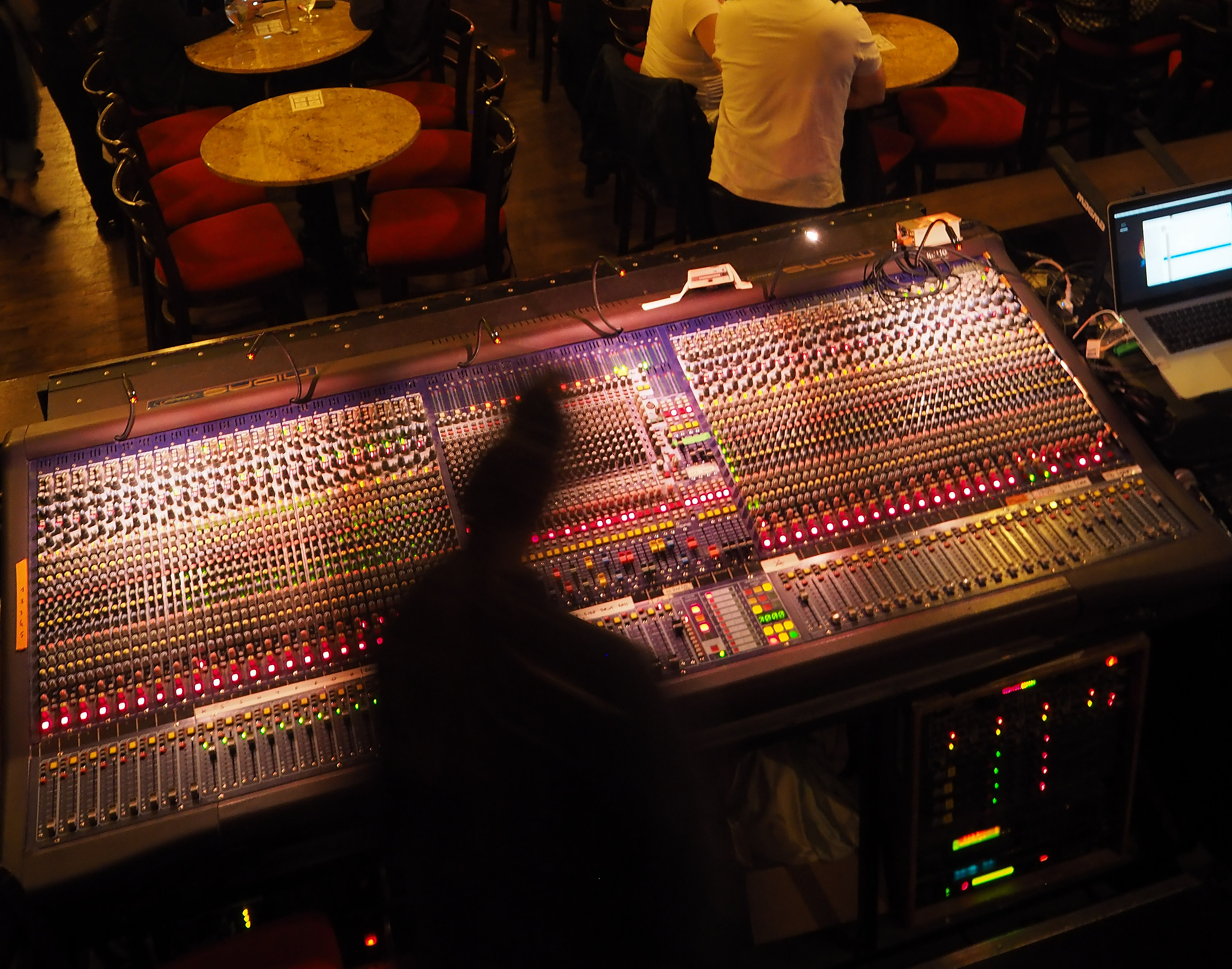
Console